# Luziola brasiliana
Luziola brasiliana là một loài thực vật có hoa trong họ Hòa thảo. Loài này được Moric. mô tả khoa học đầu tiên năm 1840.